# Jeff Van Note
Jeffrey Aloysius Van Note (South Orange, 7 febbraio 1946) è un ex giocatore di football americano statunitense che ha giocato nel ruolo di centro per tutta la carriera con gli Atlanta Falcons della National Football League (NFL). Fu scelto nel corso dell'undicesimo giro (262º assoluto) del Draft NFL 1969 dai Falcons. Al college ha giocato a football all'Università del Kentucky.

## Carriera professionistica
Kenn fu scelto nell'undicesimo giro del draft NFL 1969 dagli Atlanta Falcons. Nella stagione 1969 giocò in una minor league football con gli Alabama (Huntsville) Hawks della Continental Football League.
Van Note fu presto spostato nel ruolo di centro dal capo allenatore dei Falcons Norm Van Brocklin. Malgrado fosse stato scelto molto in basso nel draft e la mancanza di esperienza in quel ruolo, Van Note si impose come uno dei migliori centri della NFL, venendo convocato per sei Pro Bowl e contribuendo nella giovane franchigia di Atlanta ad alcune delle migliori stagioni della sua storia. I suoi 18 anni coi Falcons sono tra le 25 più lunghe strisce della storia e le sue 246 gare sono il secondo risultato della storia della squadra dietro Mike Kenn. Van Note saltò solo quattro gare in una la sua carriera professionistica

## Palmarès
- Convocazioni al Pro Bowl: 6

1974, 1975, 1979, 1980, 1981, 1982
- Second-team All-Pro: 2

1979, 1982
- Atlanta Falcons Ring of Honor

## Statistiche
| Partite totali      | 246 |
| Partite da titolare | 226 |
| Fumble recuperati   | 6   |